# مانی
مانی (زادهٔ ۱۴ آوریل ۲۱۶ م – درگذشتهٔ ۲ آوریل ۲۷۴ یا ۲۶ فوریه ۲۷۷) فیلسوف، شاعر، نویسنده، پزشک، نگارگر و بنیان‌گذار آیین مانوی است. او از پدر و مادر ایرانی منسوب به بزرگان اشکانی در نزدیکی تیسفون که در ایالت آسورستان قرار داشت که بخشی از شاهنشاهی اشکانی بود، زاده شد. او آیینی را بنیان نهاد که دیرهنگامی در سرزمین‌هایی از چین تا اروپا پیروان فراوانی داشت.
برادران شاپور یکم او را پشتیبانی کردند و شاپور به او اجازهٔ تبلیغ دینش را داد. اما گرفتار خشم موبدان زردشتی دربار ساسانی شد و سرانجام در زمان بهرام یکم زندانی گشت و اعدام شد. مانی خود را مانند بودا و عیسی فرستادهٔ خدا معرفی می‌کرد، برای تکمیل آموزه‌هایی که پیشینیان آورده بودند دینی نو و همگانی را تبلیغ می‌نمود که مانند مسیحیت در آن به روی آدمیان از هر نژاد و با هر وضع، باز بود. باورهای آن از آیین‌های بابلی و ایرانی سیراب شده بود و از دین‌های بودایی و مسیحیت اثر پذیرفته بود. مانی رتبهٔ شماره ۸۳ را در سیاهه تأثیرگذارترین اشخاص تاریخ مایکل اچ هارت دارد. پیروان مانی او را با القابی چون فرستادهٔ روشنی، بغ راستیگر، سرور نجاتبخش، بودای روشنی و فارقلیط زمان می‌خواندند. کاتاریسم یک جنبش اصیل مانوی بود و به همین دلیل خود را «پاک‌ها» می‌نامیدند، نامی که از ادبیات مانوی برگرفتند. مفهوم «پاک» و پوشیدن «جامهٔ سفید» از عناصرِ دینی‌ای بود که مانی از فرقهٔ گنوسی مغتسلهٔ خزایی که در آن پرورش یافته بود وام گرفته بود. بخشی از دوران جوانی مانی در فرقه‌ای عرفانی سپری شد که غسل در کانون آیینشان بود و استادش الخزایی یا الخسائیوس بود.

## نام و تبار

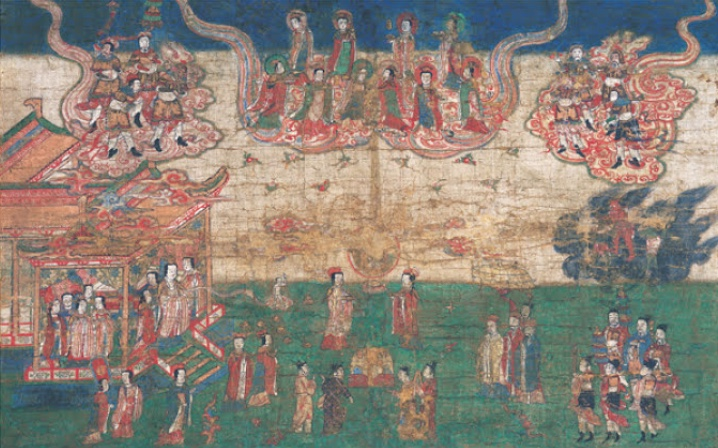
طومارنگاره «زادنگاره مانی» (マニ降誕図 (Māni kōtan zu)) [موزه کیوشو، ژاپن][http://aria.honar.ac.ir/index.aspx?pageid=990&newsview=5949

### پدر، مادر و نژاد
مادرش، «مریم» از خاندان کمسراگان منسوب به دودمان پارتی پادشاهی اشکانیان بود؛ و پدرش «فاتک» یا «پاتیگ» نام داشت که او را از اهالی همدان دانسته‌اند.

### زادگاه
به‌گفتهٔ بیرونی در بابل، در دهکدهٔ مردینو در نزدیکی رود کوثی زاده شد. در آبراهه‌ای که دو رود دجله و فرات را به یکدیگر در جنوب تیسفون پیوند می‌داد. تئودر بارکونای زادگاه او را ابرومیا می‌داند که با افرونیه عربی تطبیق داده شده است. در الفهرست نوشته شده که مانی از حوحی بود. والتر هنینگ زادگاه مانی را شهر جوخا (بت درایه) در شرق تیسفون می‌داند. در یکی از نوشته‌های پارتی مانوی، مانی «شبان جوخا» خوانده شده است. توباخ پیشنهاد می‌دهد که مانی در مردینو زاده شد و پدرش او را به جوخا (ابرومیا) برد و در آنجا رشد کرد.

### زادروز
مانی در چهارمین سال پادشاهی اردوان در سال ۵۲۷ از تاریخ سلوکی بابلی و هشتم ماه نیسان یعنی در ۱۴ آوریل سال ۲۱۶ میلادی زاده شد.

### ریشهٔ نام
نگارش نام مانی در نوشته‌های مانوی پارسی میانه، پارتی، سغدی، ترکی باستان به‌گونهٔ «mʾny» و با پیوست‌هایی در پایان نام نوشته شده است. در نوشته‌های زرتشتی به پارسی میانه به‌گونهٔ «مانا» و «مانیی» در پازند «مانائه» نوشته است. نام مانی در آن زمان نسبتاً متداول بوده است. در زبان سریانی به‌گونهٔ «مانی حیا» (مانی زنده) نوشته شده که بازتاب آن در یونانی Μανιχαιος و در لاتین Manichaeus شده است.
ژاله آموزگار و مری بویس ریشهٔ نام مانی را آرامی دانسته که در متون پارسی میانه به فرشته و پیامبر روشنی معنی شده است. بیرونی نام مانی را نزد مسیحیان «قوربیقوس پسر فتق» می‌نویسد. بارکونای نیز نام وی را «کوربکیوس» می‌داند.
در نوشته‌های پارسی–پارتی میانه، مانی با اسم «کرفه‌گر» (کربکگر، به‌معنای نیکوکار) نیز ذکر شده و برخی کوربکیوس را مشتق از آن دانسته‌اند.

## زندگی

### آغاز زندگی
پدر مانی، به بابل کوچ کرده بود و در تیسفون می‌زیست و به معبدی می‌رفت که ظاهراً به فرقهٔ منجمین السبئیون تعلق داشت. بنابر گفتهٔ ابن ندیم، روزی ندایی شنید که «فاتق گوشت نخور، شراب ننوش و از نکاح برحذر باش.» او این ندا را در سه روز و هر بار سه مرتبه شنید. پس از آن در هنگامی‌که همسرش باردار بود به فرقهٔ غسل‌تعمیدگرای مغتسلهٔ الخسائیه پیوست. درین فرقه گوشت خورده نمی‌شد و دیگر مناسک مذهبی موشکافانه انجام می‌شد: ختنه، توحید، رد پیشگویی و منجمی. آتش ابزار شیطانی دنیای باستان دانسته می‌شد و آب مرکز تقدیس بود. ابن ندیم می‌نویسد که مانی پای کجی داشت. زمانی‌که مانی چهار ساله بود، به پدرش پیوست و در میان مغتسله بزرگ شد. بر طبق زندگی‌نامه‌اش در نسخه‌های خطی مانوی کلن، او را فرشته‌های روشنی تا سن بلوغ نگهداری می‌کردند. در سن دوازده سالگی، مانی نخستین وحی و مکاشفه خود را دریافت کرد و فرشته‌ای به نام التوم (سریانی) suzugos (یونانی), نرجمیگ (پارسی میانه به معنای همزاد) با او سخن گفت و از او خواست که فرقهٔ مغتسله را رها کند و بر او رازهایی را آشکار کرد. بیرونی تاریخ این مکاشفه را در سیزده سالگی مانی و در سال ۵۳۹ سلوکی — که مطابق با دومین سال پادشاهی اردشیر است — نوشته است.

### نوجوانی تا بعثت
جوانی مانی در میان مغتسله سپری شد و اغلب دربارهٔ اعمال ایشان در مباحثه و مخالفت بود. به‌ویژه آنکه وی سود تغسیل غذا را برای کمینه‌کردن اثرات سوء آن بر تن و ساخت مواد زاید به چالش می‌کشید. از همین روی، وی نشان داد که تن را نمی‌توان با آب طهارت داد. در نوشته‌های مانی، طهارت و خلوص تنی که عیسی بدان اشاره می‌کند در دانستن تمییز و تفکیک نور از ظلمت و حیات از ممات است. مخالفانش به وی تهمت ضدمسیح بودن و پیامبر دروغین زدند. انجمنی از بزرگان تشکیل شد و از پاتک مؤاخذه کردند که چرا مانی از پیروی آداب سرباز می‌زند. پاتک گفت بروید و از خود مانی بپرسید. مانی در پاسخ گفت که تعلیمات آنان منطبق بر آنچه عیسی گفته نیست. از الخسای، بزرگ فرقهٔ مغتسله نقل قول کرد که در مکاشفه‌ای صدای آب را شنیده که از غسل‌های مدام که آزارش می‌دهند می‌نالیده است، زمین می‌گفته که شخم آزار می‌رساندش و نان می‌گفته پخته‌شدن آزارش می‌دهد. ازین رو غسل و شخم را متوقف کرده و پیروانش را دستور داده نان نپزند.مغتسله از فرقه‌های گوناگون تشکیل می‌شد. یکی از این فرقه‌ها، «الخزایی» نام داشت که بر حسب نام پیشوای آن یعنی «الخزای» نامگذاری شده بود.

### بعثت در ۲۴ سالگی

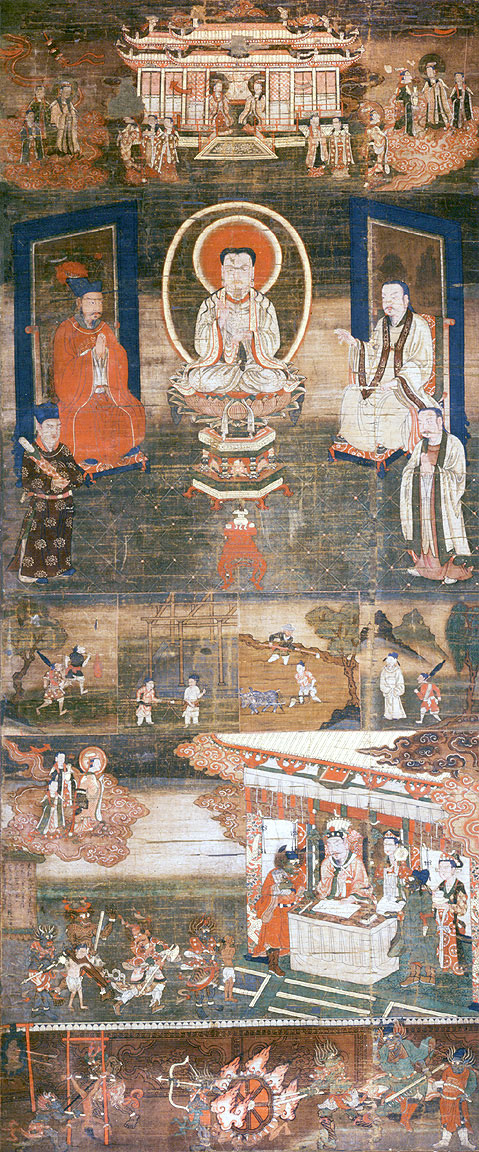
طومارنگاره سه گذرگاه (三道図[圖] (Sanmichizu or Sāndàotú [موزه یاماتو بونکاکا ـ ژاپن]). به معنی سه مکان باززایش یا گذرگاه. این سه مکان شِخینا (یا عرش اعلاء)، ارض خاکی و دوزخ هستند. صحنه‌های این پرده به پنج بخش تقسیم می‌شوند، نخست: دیدار دوشیزة روشنی از بهشت، دوم: موعظه در اطراف یک ایزد [احتمالاً خود مانی]، سوم: باززایی نیکو یا چهار گروه در اجتماع چین. چهارم، به پیشنهاد دانشمندان، این بخش از تصویر حاوی نقشی از دوشیزة روشنی است که در روز داوری برای ارواح درگذشتگان شفاعت می‌کند. در اینجا داور در محکمة خود نشسته است. [http://aria.honar.ac.ir/index.aspx?pageid=990&newsview=5949

مانی تا دوازده سال مکاشفاتش را پنهان نگاه داشت آنگاه که به بیست و چهار سالگی رسید التوم به او گفت که زمان ابلاغ و اعلان رسیده تا انجیل راستین اعلام شود. این مکاشفه در کدکس اینچنین نوشته شده است: هنگامی‌که مانی بیست و چهار ساله بود و در همان سال که اردشیر بر هترا تاخت و شاپور تاج شاهی بر سر نهاد در ماه برموده و روز هشتم ماه قمری، خداوند او را مأمور ساخت. ابن ندیم روزی که مانی رسالت خود را آشکار ساخت، همان روز تاجگذاری شاپور در یکشنبه اول نیسان وقتی خورشید در برج حمل بود و در سال ۵۵۱ سلوکی مطابق با ۱۲ آوریل ۲۴۰ میلادی می‌نویسد. دو تن از پیروانش، شمعون و زاکو و پدرش با او همراه بودند. او چنین موعظه کرد که فارقلیط ظهور کرده است و او همان فارقلیط و خاتم پیامبران است. (بیرونی) مانی حقایق دین خود را نخست بر پدر و پیران خاندان خویش آشکار کرد.

### تبشیر رسالت

#### سفر به هند
او سپس به سفر پرداخت و به سوی خاور روانه شد. بر کشتی نشسته و برای تبلیغ آیین خود به هندوستان رفت، یعنی به توران و مکران (شمال بلوچستان و سند). در اینجا کامیابی به او روی آورد و شاه مکران را با گروهی از خادمانش جامهٔ طریقت خود پوشاند. او سفرهای دور و درازی به ایران، هندوستان باختری و شمال خاوری ایران کرد و به تبلیغ دینش پرداخت.

#### بازگشت به ایرانشهر
پس از مرگ اردشیر، به همراه یاران خود با کشتی به پارس بازگشت؛ و پیاده به سفر رفته و به موعظه پرداخت گرچه با مقاومت و دشمنی مردم روبرو شد. از پارس به میشان، پادشاهی کوچکی در دهانهٔ اروندرود رفت و از آنجا به میهن خود بابلیه برگشت. در بابلیه به تبشیر پرداخت و دوباره به پارس و ماد بازگشت.

#### در دربار ساسانی

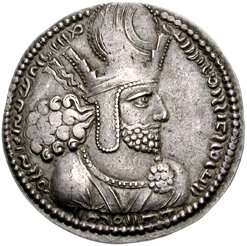
سکه‌ای منقش به چهرهٔ شاپور یکم، پادشاهی که به مانی اجازه تبلیغ دین داد و در دربار پذیرفت.

مانی، پیروز برادر شاپور یکم را به آیین خود درآورد؛ و به‌گفتهٔ ابن ندیم پیروز، ملاقاتی میان شاپور و مانی ترتیب داد. و به گفتهٔ ابن ندیم هنگام ورود مانی، از دو شانهٔ او نور به‌مانند چراغْ ساطع بود و ازین‌رو شاپور مانی را بزرگ داشت. به‌گزارش کفالایا، شاپور سه بار مانی را به تیسفون فراخوانده بود و در بار سوم او را در شمار درباریان خود درآورد و به او اجازهٔ تبلیغ آیینش را داد.
مانی فرستادگانی به دیگر بخش‌های جهان فرستاد. نخستین فرستادهٔ مانی به امپراتوری کوشانیان در افغانستان کنونی بود. (چنانچه نقش‌های فراوان دینی در بامیان در توصیف اویند)، جایی که باور بر آن است که برای مدت زمانی زندگی کرده و به آموزش پرداخته است. گفته می‌شود که به سمت درهٔ ایندوس در هندوستان در ۲۴۰ یا ۲۴۱ پس از میلاد با کشتی حرکت کرده است و توران شاه، پادشاه بودایی هندوستان را به آیین خود درآورده است. در آن زمان است که به نظر می‌رسد اثرات گوناگونی از بودایی‌گری به مانوی‌گری سرایت کرده است: نفوذ بودایی‌گری بر ساخت اندیشهٔ دینی مانی قابل توجه است. حلول ارواح، باور مانی‌گران شد و ساختار چهار جانبهٔ اجتماع مانوی، میان راهبان مرد و زن، (گزیدگان) و پیروان غیرروحانی (نیوشندگان) که ایشان را پشتیبانی می‌کردند، تقسیم گردید، که به نظر می‌رسد این هم بر پایه سنت‌های بوداییان باشد.
به‌گزارش الکساندر لیکوپولیسی مانی در هنگامی که در دربار شاپور بود در یکی از نبردهای شاپور با او همراه بوده است. مری بویس این پیکار را با گوردیان سوم یا والریان می‌داند. مانی در پارس و پارت و آدیابنه و سرزمین‌های نزدیک روم به موعظه و تبلیغ پرداخت. مانی مهرشاه یکی دیگر از برادران شاپور را نیز به آیین خود درمی‌آورد؛ و فرستادگانی به سرپرستی ادّا و پاتیگ به مصر و روم می‌فرستد که تا اسکندریه پیش می‌روند. امّو را به مرو و سرزمین‌های پارت فرستاد.

### فرجام

#### از مرگ شاپور تا بهرام یکم

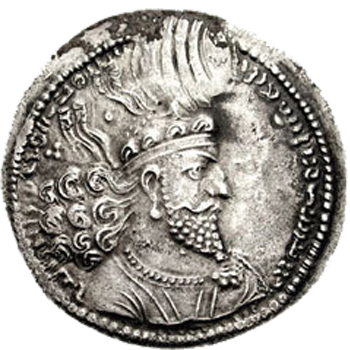
هرمز پسر شاپور که در زمان شاهی یکساله اش مانی در امان بود

از مرگ شاپور تا ۲۷۳ م کیش مانی پایه گرفته بود. در زمان شاهی پسر شاپور، هرمز یکم — که تنها یک سال بود — او به بابلیه بازگشت. هرمز با مانی مانند شاپور، مهربانی نمود و او را که از ایران رفته بود، در کاخ خویش در دستگرد پناه داد؛ این کاخ را آرابیون خوانده‌اند. در زبور مانوی ص ۴۳ درین‌باره اینچنین نوشته شده است:
| « | شاپور تو را حرمت کرد، هرمزد نیز حقانیت ترا پذیرفت. | » |

پس از آن زمانی که بهرام یکم به تخت نشست به شهر هرمزداردشیر رسید. موبدان به‌ویژه کرتیر سعایت مانی را پیش او کرده بودند و بهرام را به دشمنی برانگیخته بودند. زبور مانوی از بدخواهی مغان در نزد بهرام این چنین می‌نویسد:

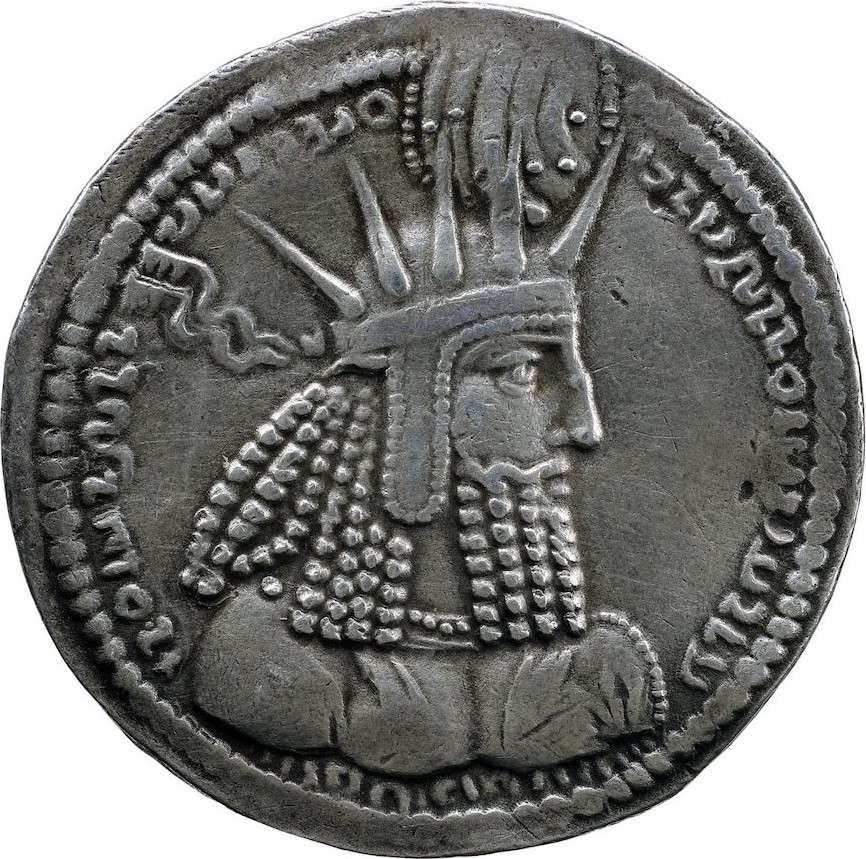
بهرام یکم پسر شاپور که فرمان به حبس مانی داد و مانی در زمان او درگذشت.

| « | این روزها مردی پیدا شده که با ما می‌ستیزد و کارهای ما را خراب می‌کند. خواهش همهٔ ما از تو ای شاه این است که او را بکشی چون او آموزگاری است که مردمان را گمراه می‌کند. | » |

#### فراخوان بهرام
مانی قصد سفر به استان‌های شمال شرقی، کوشان و خراسان را داشت که ازین کار بازداشته شد. در یک روز شنبه یا یکشنبه برایش فراخوان و احضاریه‌ای رسید تا در  گندی شاپور به دربار بهرام برود. مانی در خشم و پریشانی بازگشت و به خوزستان آمد به میشان و رود دجله رسید و از آنجا به تیسفون و سپس به گندی شاپور رفت. چنان می‌نماید که درین هنگام مانی مرگ خود را پیش‌بینی می‌کند:
| « | مرا بنگرید فرزندان من و از دیدارم سیراب شوید چه زود باشد که جسم من از میان شما کناره گزیند | » |

#### دربار بهرام
مانی در روز یکشنبه به گندی شاپور رسید. او به‌همراه شاگردانش نوح زادگ مترجم، کوشتای دبیر؛ و ابزخیای پارسی به حضور بهرام رفته بود. حضور یک مترجم گواه این است که مانی گرچه شاپورگان را به زبان پارسی میانه نوشته، اما چون اشکانی بوده به زبان اشکانی میانه سخن می‌گفته و نیاز به مترجم داشته است. نوح زادگ رخداد دیدار میان مانی و بهرام را در یک نوشتهٔ پارتی این چنین نوشته است. به مانی بی‌احترامی می‌شود چون او را در کنار نگهبان نگاه می‌دارند که منتظر باشد تا شاه غذایش را تمام کند و به شکار برود. بهرام از غذا فارغ شد و از سر سفره برخاست درحالی‌که یک بازویش به گردن ملکه سکا و بازوی دیگرش به دور گردن کرتیر پسر اردوان بود به‌سوی مانی آمد و اولین سخنش این بود:
| « | خوش نیامدی! مانی به او پاسخ داد: چه گناهی از من سر زده است؟ بهرام گفت: سوگند خورده‌ام که ترا نگذارم به این کشور برسی؛ و با خشم به مانی گفت: تو برای چه کاری خوب هستی؟ زیرا نه به کارزار می‌روی و نه به شکار شاید تو برای پزشکی و درمان هستی که آن را هم نمی‌کنی؟ (اینجا شاه اشاره به علاج ناموفق یکی از افراد خاندان سلطنتی می‌کند که شاید خواهر شاه است) مانی پاسخ داد: من به شما هیچ بدی نکرده‌ام. به شما و خاندان شما همیشه نیکی کرده‌ام. بسیاری از بندگان شما را من از دیو و دروغ دور کرده‌ام و بسیاری را انواع تب و لرز و رنج چندساله رهانیدم و بسیاری را که دم مرگ بودند دوباره بهبود دادم. | » |

سپس بهرام با زهرخندی که به لب داشت مانی را دربارهٔ شخصی به نام بات شهردار که از آیین نیاکان برگشته و به مانی پیوسته مؤاخذه می‌کند:
| « | سه سال تمام است که تو با بات همراهی. چیست آیین و دادی که تو او را آموخته‌ای که او آیین ما را رها کرده و آنِ تو را پذیرفته است. این را چگونه توضیح می‌دهی؟ چرا با او بدان‌جا که من فرمان دادم نرفتی؟ | » |

انگیزهٔ شاه درین برخورد روشن می‌شود که تحمل تغییر دین بات برای بهرام سخت بوده است. مانی از حکم حبس خانگی که به او ابلاغ شده بوده سرباز زده بوده است. مطابق روایت قبطی، بهرام سپس خرده می‌گیرد که آموزه‌های او از زمان اشکانیان تا ساسانیان رخ نیفتاده است. مانی می‌گوید که شاه می‌تواند از مردمان جویا شود و او هرگز استادی نداشته و این خِرَد و دانش را فرشته‌ای از جانب خداوند به او داده است. بهرام از مانی بازخواست می‌کند که چرا این چیزها بر تو نازل شده و بر ما ننموده که خداوند همهٔ این سرزمینیم. مانی می‌گوید این خواست خداوند بوده است، هرطور می‌خواهی با من رفتار کن. ولی شاهان پیشین شاپور و هرمز با من مهربان بوده و پشتیبانی‌ام کرده‌اند. شاه به دشنام و تهدید می‌پردازد و آنگاه مانی به درگاه ایزد مهر استغاثه می‌کند.
| « | بنگر ای خورشید تو شاهدی که چگونه شاه در بی آزرمی به من ستم می‌کند. | » |

شاه خشمناک می‌شود و دستور به بندکشیدن و زندانی‌کردن مانی را می‌دهد.

#### رویارویی با موبدان

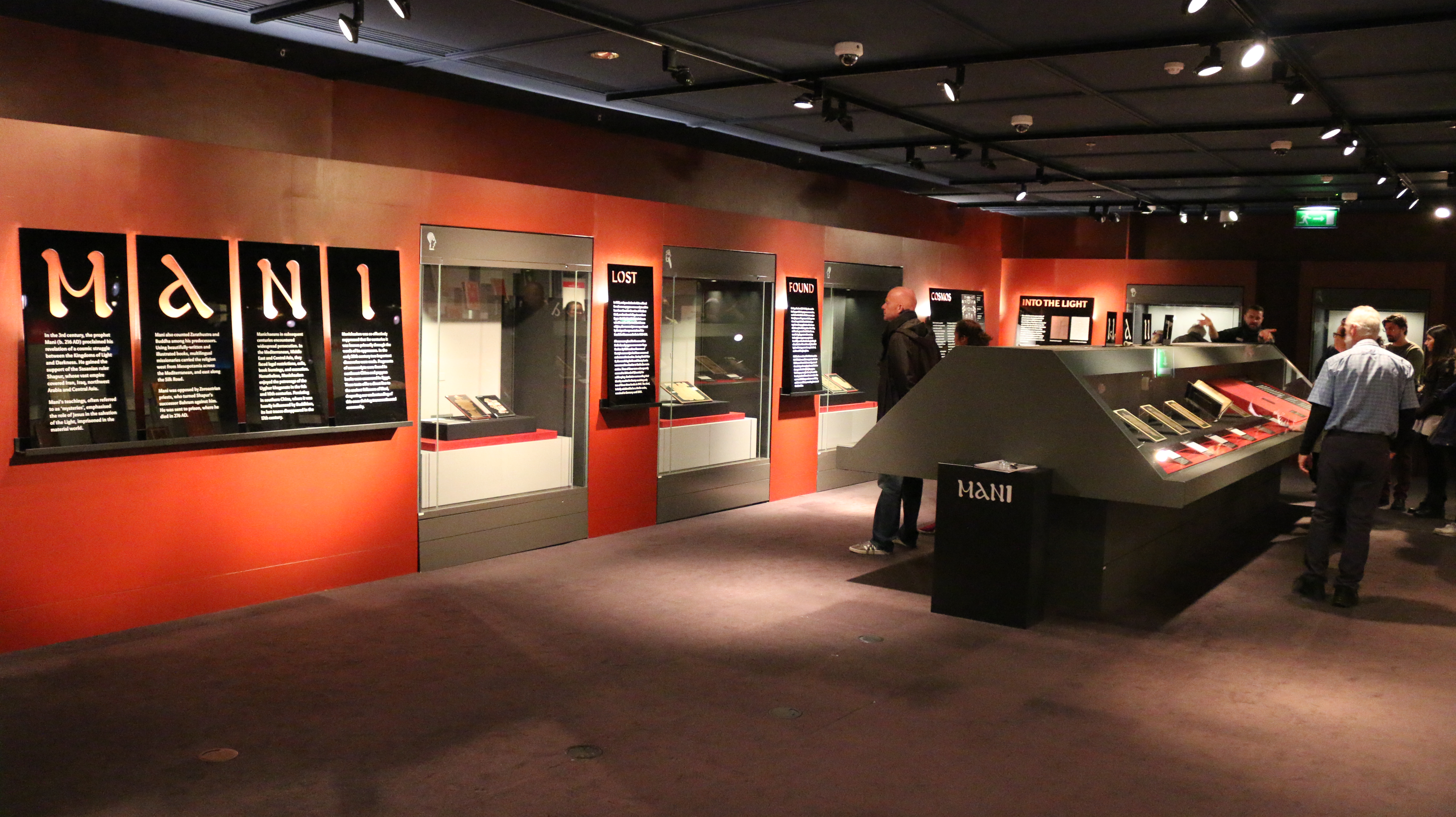
نمایشگاه «راز مانی» در موزه چستر بیتی، دوبلین، ۲۰۱۹

در دربار با دشمنی شدید موبدان روبرو شد. ثعالبی نقل می‌کند که موبد کرتیر از مانی پرسید: ویرانی بهتر است یا آبادانی؟ مانی گفت: ویرانی تن‌ها مایهٔ آبادانی جان‌هاست. موبد گفت: به ما بگو، آیا کشتن تو آبادانی است یا ویرانی؟ مانی گفت: این ویرانی بدن است. موبد گفت: پس شایسته است که تو را بکشیم تا پیکرت ویران شود و جانت آبادان!
پس از آنکه موبدان زرتشتی او را مرتد خوانند، او به زنجیرهای گران بسته شد.

#### حبس و درگذشت

##### روزهای واپسین
در زندان مانی به پیروانش تسلی و تذکره داد و موعظه‌های وداعش در روایات پارسی و پارتی میانه و قبطی ثبت شده‌اند. او همچنین به نگهبان زندان دستورهایی داد. از کسانی که به دستورها و تذکره‌ها و پیشگویی‌هایی استادشان گوش کردند، مار امو و مار اوزی نام‌شان آورده شده است. امو کسی است که توسط او آخرین رسالهٔ مانی «مهر دیب» (نامه مهر) به بیرون فرستاده شد و امو سه روز پیش از وفات مانی او را ترک کرد. مار اوزی تا لحظهٔ آخر در کنار مانی بود از شنبه تا دوشنبه. سه روز آخر زندگی مانی به‌طور مبسوط شرح داده شده است. مانی مرگ قریب‌الوقوعش را پیش‌بینی کرد و حتی اشتیاق آن را داشت. دو گونه گزارش از مرگ مانی وجود دارد؛ گروهی مرگ او را در زندان می‌دانند و گروه دیگر از اعدام او خبر می‌دهند. اما اعدام او معتبرتر است

##### نظریه مرگ در زندان
گزارش شده است که مانی ۲۶ روز در زندان در انتظار فرمان اعدام شاهنشاه ایران بهرام اول، بود و در دوشنبه چهارم ماه آدار مطابق با ۲ مارس ۲۷۴ (چهارم شهریور) یا ۲۶ فوریه ۲۷۷ درگذشت. ورنر زوندرمان در دانشنامهٔ ایرانیکا می‌نویسد که مانی در زندان جان سپرد و اعدامی در کار نبود. مانی را پاسبانی زنجیر کرده بود و در آخر زنجیر را از گلویش باز کرد. هرچند برخی علت مرگ را تنگ‌تر کردن زنجیرها بر او دانسته‌اند. رسم متداولی بود که به مانی اجازه داده شود تا نزدیکانش را ملاقات کند. سه بانو از پیروان مانی به نام بنک، دینک و نوشاک در زندان در خدمت او بودند و بعد از آنکه جان سپرد پلک‌هایش را بستند. مار اوزی روایت کرده است که استاد را تا کرهٔ آسمان‌ها همراه کرد؛ روان جاودانهٔ او به اقلیم روشنایی صعود کرد. ابتدا مأموران به فوت مانی شک کردند و آزمایش‌های پزشکی کردند و آزمونی با آتش ترتیب دادند تا مطمئن شوند که او مرده است. در زبور مانی شرح این ماجرا خطاب به مانی این‌گونه نوشته شده است:
| « | ترا با آهن بار کردند و دست و پاهای ترا با آهن بستند و زنجیرها روی بدن تو گذاشتند و ترا در حبس انداختند و ۲۶ روز و شب در آهن ماندی و یاران تو پیش تو آمدند و همه را در آغوش گرفتی. | » |

##### نظریه اعدام

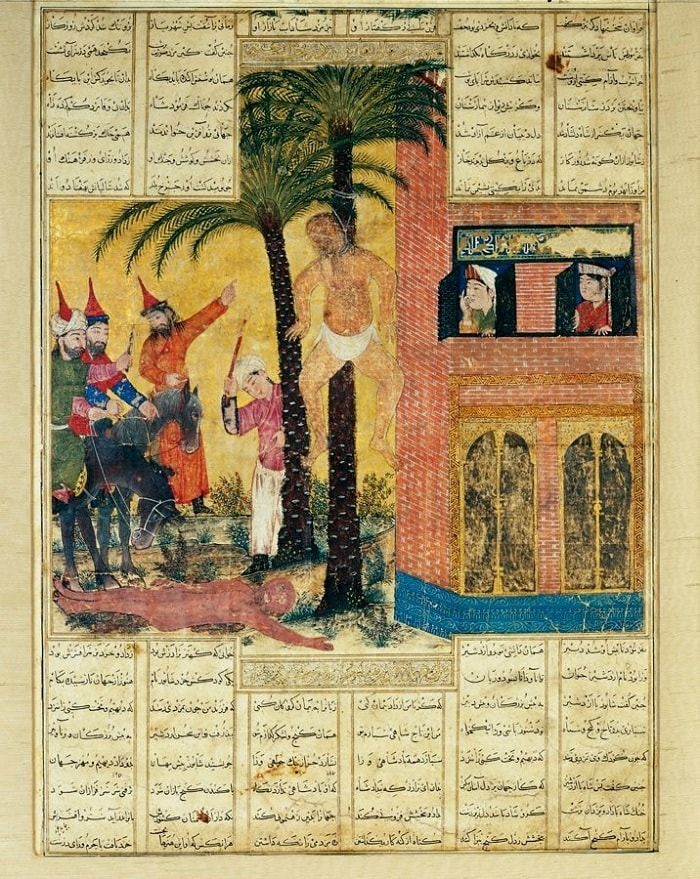
بردارکشیدن مانی نگارگری شاهنامه

ابن ندیم و بیرونی و اکتاارکلای شرح اعدام مانی را می‌دهند. مرگ او را با کندن پوست یا بریدن سر وی ذکر می‌کنند. اطلاعات از دوران آخر زندگی او، فقط محدود به چند روز آخر است. مانی را بهرام اول در حدود ۲۷۳ میلادی دستگیر کرد. بهرام دستور می‌دهد مانی را بکشند و پوست او را به کاه انباشته کنند و بر یکی از دروازه‌های شهر گندی‌شاپور آویزان کنند و همچنین دستور می‌دهد پیروان او را از ایرانشهر برانند.

##### مثله کردن و دفن
زاندرمان با رد نظریه اعدام، مثله‌کردن پیکر مانی را تأیید می‌کند و می‌نویسد که این کار برای آن انجام شد تا مرگ مانی به‌صورت اعدام در نظر بیاید. سپس سر از تن او جدا کردند و سر جداشده را به دروازهٔ شهر آویختند. اثیمار یکی از حواریون مانی، کالبد تکه‌تکه را در خانه‌اش نگهداری می‌کرد و سپس باقیماندهٔ جسد را در تیسفون به خاک سپردند.

## مهارت‌های مانی

### هنر

#### نگارگری
مانی هنرمندی با چندین استعداد بود. او نگارگری بود که نوشته‌های خود را با تصاویر می‌آراست. شهرت منحصربه‌فرد مانی در نقاشی در دوران پس از اسلام نیز به یاد ماند و چیره‌دستی‌اش در مصورسازی، او را با صفت نقاش همراه کرده است. مانی کتاب مصوری برای تببین و توضیح اعتقادات پیچیده‌اش پدیدآورد که ارژنگ نام دارد. نسخه‌ای از این کتاب در خزانهٔ غزنویان برجای مانده بوده است. به نظر می‌رسد پردة نویافته مانوی معروف به کیهان نگاره بازنمایی چینی همان ارژنگ باشد.

#### خط و خوشنویسی
او برای نوشتن زبان‌های ایرانی دبیره‌ای را به‌کار برد که به خط مانوی مشهور است. این نوع از کتابت پارسی میانه به لهجهٔ درباری، اقدامی متحولانه و بدیع بود که تحت نظارت مانی انجام شد و سپس برای نوشتن دیگر زبان‌های ایرانی تعمیم یافت. این دبیرهٔ نو برای نوشتن زبان‌های ایرانی در سدهٔ سوم میلادی از دبیرهٔ پهلوی آن روزگار مناسب‌تر بوده چرا که از املای تاریخی و هزوارش عاری بوده است. این دبیره به‌صورت عام پذیرفته نشد چراکه پدیدآورندهٔ آن را یک زندیق می‌پنداشتند.

#### شعر
برای نمونه در دو سروده‌ای که اصالت آن منسوب به مانی است چه در پارسی میانه و چه در پارتی، از صور خیال و جلوه‌های بلاغی پیشرفته به تنوع بهره گرفته شده است؛ مانی آرایه‌های ادبی چون تشبیه، استعاره، مجاز، کنایه، تکرار، مراعات نظیر، حس آمیزی، ایهام و تناسب را به‌کار گرفته است.

#### موسیقی
مانی به موسیقی هم می‌پرداخته و آگوستین می‌نویسد که او برای موسیقی سرچشمهٔ ایزدی قائل بوده است.

### پزشکی
برپایهٔ نوشته‌های کفالایا، داشتن دانش پزشکی و درمانگری، توجه شاپور اول و برادران او مهرشاه و پیروز را جلب کرده بود. مانی در وهلهٔ نخست خود را به‌عنوان مردی پزشک و حکیم به شاهان و شاهزادگان ساسانی معرفی و نزدیک می‌کرده است. چنان‌که خود را پزشکی از بابل‌زمین می‌خوانده و در جریان دفاع خویش نزد بهرام، خدمات پزشکی خود را به شاه و خاندانش یادآور می‌شود. سفرهای مانی به هند و شرق سبب آشنایی او با طب هندی و چینی و بودایی شده بوده است. مانی و پیروان او برای درمان بیماران از کارد، گیاهان دارویی و اوراد مقدس و موسیقی کلام بهره می‌بردند. استفاده از موسیقی کلام بیشتر برای بیماری‌های روانی بوده است. مری بویس می‌نویسد: این پیامبر افزون بر موعظه و تبلیغ به کار پزشکی نیز دست می‌زده و به درمان بیماران می‌پرداخته است.
یکی از بهانه‌های زندانی‌شدن و کشتن مانی را مرگ یکی از منسوبان پادشاه انگاشته‌اند که به‌باور آن‌ها مانی در درمان او کوتاهی نموده است. مانی عنوان معالجهٔ مرضی هم داشته است.

## آیین مانی

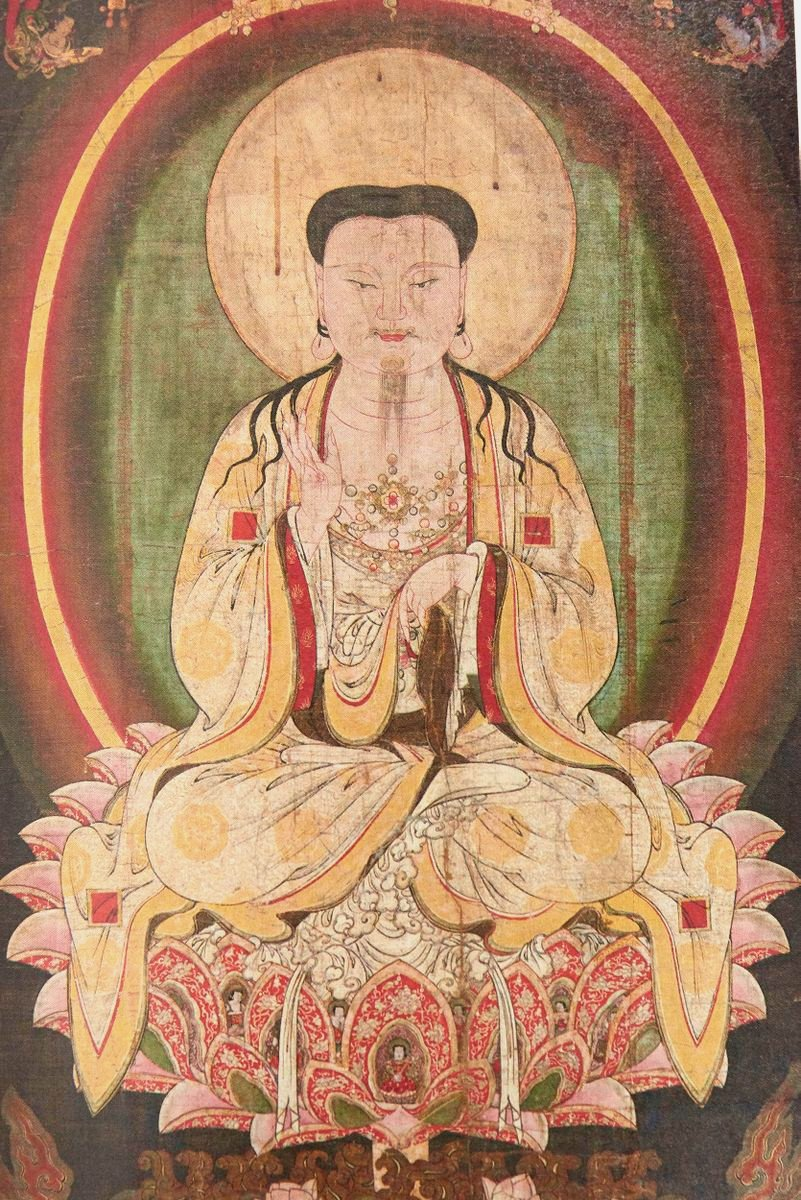
تصویری از مانی که بر روی طوماری آویزان به تصویر کشیده شده است، جنوب چین، قرن ۱۴/۱۵.

عرفان مانوی ریشه در کیش گنوسی دارد و شناخت، خودآگاهی و خرد مهم‌ترین ویژگی کیش مانوی است. جهان‌شناسی او هر چند با اساطیر درآمیخته بود، اما ساختار پیچیده و ژرفی داشت و متکی به اخترشناسی و دانش‌های دیگر بود. در نگره مانوی همان اندازه که روح والاست، تن فاسد، اهریمنی، حقیر و پلشت است.
یکی از بارزترین باورهای مانویان، باور به سمسارا — به معنی تناسخ — است؛ یعنی روان‌هایی که هنوز از رده نیوشایان به رده برگزیدگان ارتقاء نیافته‌اند، محکومند آنقدر در دنیای مادی از جسمی به جسم دیگر منتقل شوند تا به مرحله برگزیدگی یا بالاتر برسند.
بنیاد این دین بر مخالفت بین نور و ظلمت — و به عبارت دیگر بین خیر و شر — نهاده شده است. از این دو عنصر — که همواره در حال ستیزه‌اند — جهان پدید آمده است. در انسان روان نورانی و تن ظلمانی است، و سراسر اخلاق مانوی در اطراف رهایی روان از تن دور می‌زند.
«مانویت نمایانگر روحانی‌کردنِ حادِ آیین گنوسی الخزایی است، به‌علاوهٔ یک عنصر اصلی دیگر که عبارت از درکی کاملاً نوین از انجیل‌ها و آثار پولس است»آیین مزدک را نیز، عده‌ای گنوسی دانسته‌اند. از جمله عقاید گنوسی مزدکیان، مسئله نجات روح از ماده است و اعتقاد به دو اصل روشنی و تاریکی؛ همچنین عقیده به خدای متعالی که در آفرینش و امور جهان دخیل نیست

## نوشته‌های مانی
مانی که در بین پیروان فرقه‌های گنوسی بابل و به دور از مادر پرورش یافته بود، زبان دینی ایشان یعنی سریانی را کاملاً می‌دانست. او به دنبال دین‌آوری، آثار بسیار زیادی را به رشته تحریر درآورد که عمدتاً به زبان سریانی بودند. بعدها این آثار به دیگر زبان‌های منطقه نیز ترجمه شد. همچنین مانی یک اثر بنام شاپورگان به زبان فارسی میانه و یک کتاب نقاشی بدون متن و شرح به‌نام ارژنگ داشته است. آثار مانی به شرح زیر است:
- انجیل زنده

نام فارسی میانه این اثر اونگلیون (ewangelyon) است. در منابع عربی از آن با عنوان انجیل یاد شده است. ابوریحان بیرونی در آثار الباقیه می‌نویسد که کتاب انجیل دارای بیست و دو فصل است که هر فصلی از آن با یکی از حروف آرامی به ترتیب ابجدی شروع می‌شود. یعقوبی مورخ اسلامی در این مورد می‌نویسد که کتاب انجیل «نماز و آنچه برای نجات روح باید انجام داد» نوشته شده است.
- گنج زندگان

ابن ندیم از آن به‌عنوان «سفرالاحیاء» و بیرونی و یعقوبی آن را «کنزالاحیاء» یاد کرده‌اند. در متون پارسی میانه مانوی عنوان آن «نیان زندگی» به‌معنی گنج زندگانی است. در این کتاب مانی به توصیف نور و ظلمت و چگونگی پیدایش آنان و جداسازی این دو از یکدیگر پرداخته است و کارهای پست را به تاریکی و کارهای نیک را به روشنی نسبت می‌دهد.
- سفر الاسفار یا رسالات

نامه‌هایی از مانی به شخصیت‌های گوناگون در دست است که در متون اسلامی و از آن جمله آثار ابن ندیم نیز به آن اشاره شده است. اصل این نامه‌ها در متون گوناگون پارسی و عربی و سغدی به جای مانده است. متن این نامه‌ها دربرگیرندهٔ مواعظ و اندرز و سخنان حکیمانه از مانی است و بسیار کوتاه و جذاب نوشته شده است. ابن ندیم فهرستی از عنوان‌های ۷۷ نامهٔ مانی را به رهبران جوامع مانوی در شهرهای گوناگون آورده است.
- رازان

ابن ندیم نام این کتاب را سفرالاسرا ثبت کرده است. از فصول کتاب که ابن ندیم آن را نقل کرده است برمی‌آید که دربارهٔ پیامبران پیشین بحث شده است. مسعودی از آن با عنوان «سفرالاسفار» یا «سفرالاسرار» یاد کرده است. بیرونی در کتاب تحقیق ماللهند مطالبی از آن دربارهٔ تناسخ نقل کرده است و با توجه به اینکه مسعودی نیز از «دیصانیه» در این نوشته یاد کرده است می‌توان نتیجه گرفت که متن کتاب رازها پیرامون اندیشه‌های دینی پیشینیان بوده است.
- کتاب کوان

- مزامیر و نیایش‌ها

- دیبان

- شاپورگان

مانی این کتاب را به نام شاپور ساسانی پرداخته و نوشته است و در آن مطالب مربوط به مبدأ و معاد را نوشته است. از درونمایهٔ کتاب‌های گوناگون که دربارهٔ کتاب شاپورگان نوشته‌اند برمی‌آید که این کتاب مشتمل بر مطالبی در شرح زندگی مانی، چگونگی نزول وحی بر او، اصول عقاید، تکوین جهانی و سرانجام آن بوده است. کتاب شاپورگان در سدهٔ سوم به زبان فارسی میانه نوشته شده است و از معدود نوشته‌های مانی است که به غیر از زبان آرامی نوشته شده است.
این بخش — که مری بویس در کتاب بررسی ادبیات مانوی آورده — این‌گونه آغاز می‌شود:
«دینی که من گزیدم از دین پیشینیان به ده چیز بهتر و برتر است.»
قطعه‌ای مشابه به این را بیرونی از شاپورگان نقل کرده است. در این نوشته که گویا دست‌نوشتهٔ خود مانی است، وی ده دلیل بر این ادعا برمی‌شمارد که دین او از ادیان پیشین برتری دارد.
- ارژنگ

یکی از کتاب‌های پرآوازهٔ مانی که به‌صورت نقاشی بوده است ارژنگ نام دارد. در زبان پارتی از آن به‌عنوان «آردهَنگ» یاد شده است و در پارسی «ارتنگ» نیز آمده است. این اثر شامل نقاشی‌هایی بوده است که به‌وسیلهٔ آن، دو جهان روشنی و تاریکی و ساخت جهان کنونی به نمایش درآمده بود. این متن تا سدهٔ پنجم هجری وجود داشته است.

## تصویرهای مانی
نمونه‌ای از تصویر چهرهٔ مانی در نوعی بلورینه‌های آتشفشانی حکاکی‌شده یافت می‌شود که در کتابخانهٔ ملی پاریس موجود است. این بلورینه‌ها مردی با ریش بلند و بدون پوشش سر نشان می‌دهد که بر آن‌ها به خط سریانی نوشته شد:
یعنی «مانی فرستادهٔ عیسی مسیح». از نمونه‌های دیگر، تصویرهای دیواری روحانی گمنامی است با لباس رسمی، همراه با روحانیان دیگر در خرچو؛ و یک تصویر احتمالی مانی بر روی سکه‌های چراکنی که قابلیت شناسایی چندانی ندارد. توصیفی از وضع ظاهری مانی، که شاید چندان غیرتاریخی نباشد در آکتای آرخلای منتشر شده است. تصویری که اولدنبورگ از مانی ارائه کرده و بیش از هفتاد سال است که حفظ شده، مانی را آنگونه نشان می‌دهد که در تورفان مجسم شده است. به‌استناد واژهٔ نادر اما صحیح hrstg، در اصالت این سند مطلقاً نباید تردید کرد.

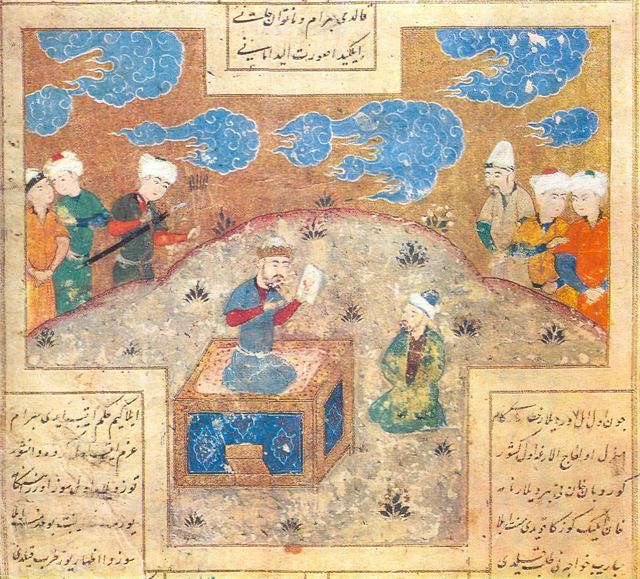
نقاش مانی با پادشاه بورامام گور (بهرام) که نقاشی خود را ارائه می‌دهد. نقاشی سدهٔ شانزدهم توسط علی‌شیر نوایی، شاکرخیا (تاشکند).

## مانی در شاهنامه
فردوسی داستان مانی را در ۳۵ بیت شاهنامه آورده است. مانی نگارگری است که از چین آمده و در پنجاهمین سال پادشاهی شاپور دوم، پیامبری خود را آشکار، برتری خود را بر دیگر دین‌آوران جهان اعلام، و از شاه درخواست یاری می‌کند. فردوسی، مانی را با صفاتی چون چربدست و برمنش (متکبر) یاد می‌کند.
| ز شاهیش بگذشت پنجاه سال      |  | که اندر زمانه نبودش همال     |
| بیامد یکی مرد گویا ز چین     |  | که چون او مصوّر نبد بر زمین   |
| بدان چربدستی رسیده به کام    |  | یکی برمنش‌مرد، مانی به نام    |
| به صورتگری گفت پیغامبرم      |  | ز دین‌آوران جهان برترم        |
| ز چین نزد شاپور شد بار خواست |  | به پیغامبری شاه را یار خواست |

شاپور سپس با بدگمانی از موبدان می‌خواهد که سخنان مانی را بشنوند و با او به گفتمان بپردازند.
| سخن گفت مرد گشاده‌زبان         |  | جهاندار شد زآن سخن بدگمان  |
| سرش تیره شد، موبدان را بخواند |  | ز مانی فراوان سخن‌ها براند  |
| کزین مرد چینی چیره‌زبان        |  | فتاده‌ستم از دین او در گمان |
| بگویید و هم زو سخن بشنوید     |  | مگر خود به گفتار او بگروید |
| بگفتند کین مرد صورت‌پرست       |  | نه بر مایهٔ موبدان‌موبدست    |
| زَ مانی–سخن بشنو–او را بخوان   |  | چو بیند وُرا کی گشاید زبان  |

موبد بزرگ در این گفتگو بر مانی چیره می‌شود و مانی از گفتار وی فرومی‌ماند. شاپور دستور کشتن مانی را می‌دهد تا پوست او کنده، از کاه پر و پیکرش در شهر آویخته شود.
| فرو ماند مانی ز گفتار اوی   |  | بپژمرد شاداب‌بازار اوی        |
| ز مانی برآشفت پس شهریار     |  | برو تنگ شد گردش روزگار       |
| بفرمود پس تاش برداشتند      |  | به خواری ز درگاه بگذاشتند    |
| چنین گفت کین مرد صورت‌پرست   |  | نگنجدهمی در سرای نشست        |
| چو آشوب آرمیده گیتی بدوست   |  | بباید کشیدش سراپای پوست،     |
| همان خامش آگنده باید به کاه |  | بدآن تا نجوید کس این پایگاه! |
| بیاویزنید از در شارستان!    |  | وُگر پیش دیوان و بیمارستان!   |
| جهانی برو آفرین خواندند     |  | همی خاک بر کشته افشاندند     |

### تفاوت‌های روایات در شاهنامه
نخست آنکه مانی که تباری ایرانی داشت، در شاهنامه از چین آمده است. دوم آنکه، دعوی رسالت مانی در عصر شاپور اول بوده نه شاپور دوم. سوم آنکه دستور کشتن مانی در زمان بهرام اول داده می‌شود.

## منبع‌شناسی برای زندگانی مانی
زوندرمان منابع مطالعات مانوی‌شناسی وابسته به مانوی‌ها و غیرمانوی‌ها را گردآوری کرده است.